# Gatos en el tejado

Gatos en el tejado es una serie de televisión de España de 13 capítulos, emitida por TVE entre el 7 de octubre y el 30 de diciembre de 1988. 

## Argumento
Narran las peripecias de Manolo Beltrán (José Sacristán), un personaje definido por los creadores de la serie como cuarentón, descreído, deslenguado y entrañable . Beltrán es un personaje reconocido por el público gracias a sus actuaciones cómicas en el programa de TV El humor es algo maravilloso. Sin embargo, el fallecimiento de su exmujer en un accidente propiciarán grandes cambios en una vida que ya tenía encauzada, ya que deberá recuperar sus lazos familiares con sus dos hijos y con un tercero fruto de la relación de su exesposa con otro hombre.

## Reparto
- José Sacristán...Manolo Beltrán
- Emma Cohen
- Alberto Closas
- Gabino Diego
- Laura Bayonas
- Ana Gracia
- Jorge Bosso
- José Ángel Egido
- Ferran Rañé
- Beatriz Santana
- Julieta Serrano
- Mónica Cano

## Equipo técnico
- Dirección: Alfonso Ungría.
- Guion: Joaquín Oristrell.
- Música: Bernardo Bonezzi.
- Montaje: Julio Peña.
- Escenografía...Álvaro Valencia

## Premios
- Fotogramas de Plata: José Sacristán (Mejor intérprete de televisión).
  - Nominados: Alberto Closas y Ferrán Rañe.

- TP de Oro: Mejor Serie Nacional, José Sacristán (Mejor Actor), Emma Cohen (Mejor Actriz).